# SO-03F
ドコモ スマートフォン Xperia Z2 SO-03F（ドコモ スマートフォン エクスペリア ゼットツー エスオーゼロサンエフ）は、ソニーモバイルコミュニケーションズによって開発された、NTTドコモの第3.9世代移動通信システム（Xi）と第3世代移動通信システム（FOMA）のデュアルモード端末である。ドコモ スマートフォン（第2期）のひとつ。

## 概要
Xperia Z1 SO-01Fの後継機種で、グローバルモデルであるXperia Z2の日本国内ローカライズモデルとなる。
デザインはXperia ZやXperia Z1を継承しており、画面サイズはZ1の5.0インチから5.2インチへとスペックアップしている。また、カメラに関してはZ1の同等の2070万画素のExmor RS for mobileとなっているが、新たに4K動画の撮影が可能となった。
他にも、日本独自機能としてワンセグ・フルセグ・NOTTV・おサイフケータイに対応しているが、現行の日本国内向けのXperiaシリーズと同じく赤外線通信には対応していない。
OSはAndroid 4.4を搭載している。グローバルモデルに関しては既にAndroid 6.0へアップデート可能だが、日本版である本機種は、2015年7月28日に配信されたAndroid 5.0へのOSアップデートをもって終了した。日本版で5.0へのアップデート直後は、テレビの不具合が見つかったため、一時中断していたが、9月15日に再開された。
キャッチコピーは「感覚を揺さぶるエンターテインメント体験を、フラッグシップモデルで。」。
防水規格はIPX5/8で、水深1.5メートルに30分沈めても、正常に動作する性能が示されている。

## 搭載アプリ
PC連携アプリケーション
- PC Companion
- Sony Bridge for Mac

プリインストールアプリケーション
- Video Unlimited
- 電子書籍Reader by Sony
- PlayStation Mobile
- PlayStation
- What's New
- Socialife
- FMラジオ
- OfficeSuite
- Sony Select
- Facebook
- WALKMAN
- 連絡先
- ダイヤル
- ムービー
- TrackID
- TrackID TV
- Xperia Lounge Japan
- TV SideView
- Sketch
- Vine
- Evernote
- ファイルコマンダー
- アルバム
- ミュージック
- テレビ
- 取扱説明書
- おサイフケータイ
- カメラ
- Gmail
- メール
- マップ
- ハングアウト
- Playストア
- ダウンロード
- YouTube
- Google
- ブラウザ
- カレンダー
- アラーム・時計
- 電卓
- 設定
- Google+
- 写真
- Google設定
- Playムービー
- メッセージ
- Chrome
- Playブックス
- Playゲーム
- ドライブ
- 音声検索

## 主な機能
| 主な対応サービス                                | 主な対応サービス                         | 主な対応サービス                     | 主な対応サービス                                                  |
| ----------------------------------------------- | ---------------------------------------- | ------------------------------------ | ----------------------------------------------------------------- |
| タッチパネル/加速度センサー                     | Xi/FOMAハイスピード/VoLTE                | Bluetooth                            | DCMX/おサイフケータイ/NFC/かざしてリンク/赤外線/トルカ            |
| ワンセグ/フルセグ/モバキャス                    | メロディコール                           | テザリング                           | WiFi IEEE802.11a/b/g/n/ac                                         |
| GPS                                             | ドコモメール/電話帳バックアップ          | デコメール/デコメ絵文字/デコメアニメ | iチャネル                                                         |
| エリアメール/ソフトウェアーアップデート自動更新 | デジタルオーディオプレーヤー(WMA・MP3他) | GSM/3Gローミング(WORLD WING)         | フルブラウザ/Flash Player                                         |
| Google Play/dメニュー/dマーケット               | Gmail/Google Talk/YouTube/Picasa         | バーコードリーダ/名刺リーダ          | ドコモ地図ナビ/ドコモ ドライブネット/Google Maps/ストリートビュー |

## 歴史
- 2014年2月24日（現地時間） - スペイン・バルセロナの携帯電話展示会「Mobile World Congress 2014」にてソニーモバイルコミュニケーションズよりグローバルモデル発表。ただし、この時点では日本国内での販売は未定だった[8]。
- 2014年5月14日 - NTTドコモより発表・事前予約開始。
- 2014年5月21日 - 発売開始。
- 2014年6月27日 - ソフトウェア更新によりVoLTEに対応。
- 2015年7月28日 - Android 5.0.2にアップデート

## アップデート・不具合など
2014年6月27日のアップデート（機能バージョンアップ）
- 機能バージョンアップ
  - 「VoLTE（ボルテ）」に対応。本端末を利用して、VoLTEを利用可能となる。
  - 災害時などの緊急時に消費電力を抑え、待受け状態を長持ちさせる「緊急省電力モード」に対応。
- 不具合修正
  - 通話中、相手の声に雑音が混入する場合がある不具合を修正する。
  - 通話中、自分の声が相手に途切れて聞こえる場合がある不具合を修正する。

2014年9月18日のアップデート
- ビデオコール時、自端末に表示される相手画像が正常に表示されない場合がある不具合を修正する。
- ビルド番号が14.3.B.0.279から14.3.B.0.310になる。

2014年11月18日のアップデート
- 通話中、相手の声に雑音が混入する場合がある不具合を修正する。
- ビルド番号が17.1.B.0.318、17.1.B.1.3、17.1.1.B.2.73、17.1.1.B.3.174から17.1.1.B.3.195になる。

2015年5月12日のアップデート
- 使用状況によって、電池の減りが早くなる場合がある。
- ビルド番号：17.1.1.B.3.240

2015年7月28日のアップデート
- Android 5.0.2にアップデート
- まれに、意図せず電源が再起動する場合がある。
- ビルド番号：23.1.B.1.197

2016年7月12日のアップデート
- 充電量を調節する機能を追加
- ビルド番号：23.1.B.1.317